# Bădragii Vechi
Bădragii Vechi è un comune della Moldavia situato nel distretto di Edineț di 750 abitanti al censimento del 2004